# سیارک ۱۳۲۸۳
سیارک ۱۳۲۸۳ (به انگلیسی: 13283 Dahart، نامگذاری:1998QF51) سیزده هزار و دویست و هشتاد و سومین سیارک کشف شده‌است که در ۱۷ اوت ۱۹۹۸ کشف شد.
قدر مطلق سیارک برابر ۱۷.۰ است.